# 维克·埃默里
维克·埃默里（英語：Vic Emery，1933年6月28日—），加拿大男子雪车运动员。他曾代表加拿大参加1964年冬季奥林匹克运动会雪车比赛，联同彼得·柯比、道格·阿纳金和约翰·埃默里获得四人金牌。